# Corrales (Boyacá)
Corrales es un municipio colombiano, ubicado en la provincia de Tundama del Departamento de Boyacá. El territorio del municipio se halla sobre el altiplano cundiboyacense. En su gastronomía, cabe destacar las famosas Génovas, y, en diciembre, el decorado del pueblo lo hace de un gran atractivo turístico, resaltando la belleza de Boyacá.

## Toponimia
Según la tradición, el nombre pudo derivar de algunas corralejas o corrales que existían antes de la creación del asentamiento en el sitio donde se ubica actualmente. Otra versión es que en la época en que se llevaba ganado hacia los llanos orientales provenientes de Sogamoso por Socha y Tasco, los habitantes de la región construyeron cercados, conocidos como «corrales», para resguardar el ganado.

## Historia
El poblado fue fundado el 28 de enero de 1782 por Vicente de Rivera y Mendoza. 
Durante la Campaña Libertadora de Nueva Granada, entre el 6 y el 10 de julio de 1819, se llevaron a cabo tres acciones militares en territorio de Corrales. 
La primera de ellas tuvo lugar el 7 de julio de 1819, en la cual la avanzada realista destacada en Corrales estaba compuesta por siete hombres de caballería. El encuentro se realizó a orillas del río Chicamocha, en un sitio La Chivatera. En esta acción, escaparon solo dos hombres del ejército español.
En la segunda acción, José María Barreiro, comandante de las fuerzas españolas, envió al teniente Manuel Gutiérrez con treinta hombres de caballería, los cuales fueron rodeados por al menos trescientos hombres del ejército granadino; solo pudieron escapar Gutiérrez y cinco hombres más. 
En el tercer encuentro, se enfrentaron del lado español el teniente coronel Nicolás López, con la compañía de cazadores del primer batallón del rey, contra unos trescientos hombres del ejército rebelde que, según el reporte de los españoles, tuvieron más de veinte muertes, cinco prisioneros, setenta caballos y varias armas. Por el lado español, no hubo reporte de pérdidas.

## Seguridad
De acuerdo con los datos del Registro Único de Víctimas de la Presidencia de la República, Corrales está entre los municipios menos afectados por la violencia del conflicto armado colombiano. Entre 1985 y 2005, no se registraron víctimas de homicidios, torturas, o desplazamiento forzado derivados del conflicto armado.

## Geografía
Limita
Al norte: con los municipios de Betéitiva y Tasco.
Al occidente: con los municipios de Floresta y Busbanzá.
Al oriente: con los municipios de Gámeza y Tópaga.
Al sur: con los municipios de Tópaga y Nobsa.
Datos del municipio
- Extensión total:
- Población: 2481 hab.
  - Cabecera: 1543 hab.
  - Resto: 938 hab.
- Densidad de población:
- Altitud de la cabecera municipal:
- Temperatura media:
- Distancia de referencia: 94 km de Tunja

División política veredal
- Buena Vista
- Corrales
- Didamon
- Modeca
- Reyes Patria

## Ecología
La carta ecológica del municipio de Corrales se realizó siguiendo el sistema de clasificación de zonas de vida propuesto por HOLDRIGE. Se presenta una sola zona de vida: bosque seco montano bajo (Bs-MB). Esta zona de vida se presenta en altas planicies andinas y cañones poco resguardados dentro de las cordilleras. Se encuentra en Boyacá en las laderas del río Chicamocha.
El municipio de Corrales presenta una precipitación media anual de 726.6 mm (milímetros), siendo los meses más lluviosos: abril, mayo, junio, octubre y noviembre, y los más secos: diciembre, enero, febrero y marzo. La temperatura promedio es de 14 °C (grados Celsius), registrando los valores más altos de temperatura hacia las riberas del río Chicamocha, y los valores más bajos hacia los 2800 m s. n. m. (metros sobre el nivel del mar). Las zonas de bosque seco montano bajo (bs-MB) presentan una vegetación escasa y de características xerofíticas, como se observa hacia la cuenca del río Chicamocha, y la erosión se pone de manifiesto en muchos sitios de esta zona, formándose cárcavas y pérdida laminar del suelo por el manejo inadecuado de la explotación minera y agrícola.

## Vías de comunicación

La ruta 61.

La ruta 61 pasa a través de Corrales.